# Michael Fora
Michael Fora (Giubiasco, 30 ottobre 1995) è un hockeista su ghiaccio svizzero che gioca come difensore nell'Hockey Club Davos, squadra della Lega Nazionale A.